# Cristeremaeus clavatus
Cristeremaeus clavatus är en kvalsterart som beskrevs av Sandór Mahunka 1980. Cristeremaeus clavatus ingår i släktet Cristeremaeus och familjen Caleremaeidae. Inga underarter finns listade i Catalogue of Life.